# Mihai Konteschweller
Mihai Konteschweller (n. 23 mai 1897, Craiova – d. 1947) a fost un inginer român, specialist în domeniul radiocomunicațiilor.
Tatăl său, Eduard Konteschweller a venit din zona Brașovului, fiind unul din specialiștii care au răspuns chemării regelui Carol I de a se stabili în România, și și-a deschis farmacia Vulturul de Aur, pe Calea Unirii din Craiova. Eduard Konteschweller a avut o fiică, Constanța, și doi fii: Titus și Mihai.
În 1914, la vârsta de 17 ani, Mihai a făcut mai multe fotografii aeriene ale Craiovei, folosind un zmeu, pe care a fixat un aparat de fotografiat, pe care îl declanșa de la sol cu ajutorul unei sfori.
Mihai Konteschweller, care se specializase în domeniul electric la universități din Bristol și Paris, s-a alăturat după Primul Război Mondial firmei Dr. Titus, deschise la Paris de fratele său, unde se fabricau aparate de radio cu superreacție. Alături de fratele său, Titus, Mihai Konteschweller este autor al mai multor invenții din domeniul radioului și al automobilului.
La 15 octombrie 1925, la București a fost înființată revista „Radiofonia” care a beneficiat de colaborarea unor personalități științifice precum prof. dr. Dragomir Hurmuzescu, gen. G. Negrei, ing. Sergiu Condrea, Emil Petrașcu, Ion C. Constantinescu și Mihai Konteschweller etc. Revista și-a întrerupt apariția în iulie 1926, fiind reînființată la 9 noiembrie 1928, ca „Organ de publicitate al Societății de Difuziune Radiotelefonică”.
După moartea lui Titus, survenită în 1931, Mihai a revenit definitiv în România, unde realizat lucrări de radiotehnică de largă circulație. În 1934 a efectuat prima experiență de teleghidaj din România. Este vorba despre un vaporaș, al cărui nume era ,,Nimfa”, prezentat la Expoziția Târg a Industriei Românești, care s-a desfășurat în Parcul Carol I în perioada 09.15.1934-10.10.1934. vaporașul naviga pe lacul din parc, fiind comandat de pe mal, prin unde radio și putea să execute șase comenzi, respectiv: înainte, înapoi, stânga, dreapta, stop și sirenă.
Din aprilie 1945, Mihai a fost profesor universitar la catedra de curenți slabi de la Facultatea de Electromecanică din cadrul Politehnicii ,,Gheorghe Asachi” din Iași.
Mihai Konteschweller a murit la începutul anului 1947, la vârsta de numai 50 de ani și este înmormântat la Cimitirul Ghencea Militar din București.

## Lucrări (selecție)
- Radio pentru toți (2 volume), București,  Editura Agentia Romana Hachette, Tipografia „Dimitrie Cantemir“, 1930 și 1931 - premiată de Academia Română.
- Actualități radiofonice, București, 1931
- Telemecanica, București, Tipografia Cuvântul Românesc, 1937. - premiată de Academia Română, l-a consacrat ca promotor al telemecanicii în România, una dintre primele lucrări asupra domeniului, pe plan mondial.
- Televiziunea și alte înfăptuiri în legătură cu electricitatea, 1938
- Radioelectricitatea, Fundația Regală pentru Literatură și Artă, 1944

## Premiu
1. 000 lei s'a acordat d-lui Ing. Mihai Konteschweller pentru scrierea „Telemecanica”, (București, f. a.), pe baza următorului raport al d-lui Nicolae Vasilescu-Karpen:
Această carte de 88 pagini, tratează despre comanda la distanță a aparatelor sau instalațiilor, cu ajutorul electricității, fie prin fir fie prin radio.
Deși toate dispozitivele expuse sunt cunoscute, ele nu se găsesc încă strânse la un loc, în vederea aplicării lor la telemecanică, astfel cum a făcut D. Konteschweller: D-sa arata dificultățile telemecanice prin radio față de radiotelegrafie sau radiotelefonie si mijloacele de comandă mecanice la distanță.
Autorul, bun specialist în materie, a și realizat cu succes o asemenea comandă la distanță ; — D-sale i s'a premiat de Academie altă carte: „Radio pentru toți” de 650 pagini.
Prezenta lucrare merită și ea să fie încurajată.